# Karl Friedrich Becker
Karl Friedrich Becker; auch Carl Friedrich und Carolus Fridericus (* 11. März 1777 in Berlin; † 15. März 1806 ebenda) war ein deutscher Pädagoge und Historiker.

## Leben
Becker besuchte zunächst das Berliner Friedrich-Wilhelms-Gymnasium und studierte anschließend Philosophie und Geschichte an der Universität Halle, unter anderem bei Friedrich August Wolf. Nach dem Abschluss als Dr. der Philosophie arbeitete er als Hauslehrer in Cottbus. Dort wurde er in die Freimaurerloge Zum Brunnen in der Wüste aufgenommen. Von 1798 bis 1800 war er Mitglied des Seminars für gelehrte Schulen in Berlin, eine Stellung, die er aufgrund von gesundheitlichen Problemen aufgeben musste. Er widmete sich bis an sein Lebensende fortan literarischen, besonders geschichtlichen, Arbeiten. Die Bedeutung seiner Werke zeigt sich auch darin, dass die Weltgeschichte für die Jugend von George P. Upton (1834–1919) unter dem Titel Life Stories for Young People ins Englische übersetzt wurde und in mehreren Bänden in den Vereinigten Staaten erschien. Darunter beispielsweise Gods and heroes of Greek Mythology Argonauts oder Expedition and Labors of Hercules und die Erzählungen aus der Alten Welt für die Jugend über Achilles oder Ulysses of Ithaca. Es gab auch schwedische Übersetzungen, bei denen für die ersten Auflagen der „zweckdienliche Aufbau und seine lebhafte Aufmachung“ gelobt wurden. Die später erfolgten Anpassungen hätten zwar den wissenschaftlichen Wert erhöht, aber dadurch den „ursprünglichen populären Charakter und angenehmen Stil ausgelöscht“. Es gab auch in Deutschland Kritik, dass die Darstellung in den Neuauflagen der Weltgeschichte „für die Jugend zu ausführlich“ sei. Noch 1801 hatte die Allgemeine Literatur-Zeitung lobend hervorgehoben:

„Wir bestätigen für die Fortsetzung das über den ersten Theil gefällte günstige Urtheil. Die kluge Auswahl der wichtigern Begebenheiten nach der Fassungskraft junger Leute, und der vom Sachkenntniss zeugende, ungeschmückte, ober reine und lebhafte Vortrag derselben müssen den Beyfall jedes Lehrers erhalten, der um ein historisches Lesebuch für jüngere Schüler verlegen ist.“

Becker starb, nur vier Tage nach seinem 29. Geburtstag, am 15. März 1806 in Berlin. Sein erhaltenes Grabmal mit einer Stele aus Sandstein befindet sich auf dem Friedhof I der Jerusalems- und Neuen Kirche in Berlin-Kreuzberg. In einem Nachruf heißt es:

„Sein Charakter war edel, und von feinen Bekannten allgemein geschätzt. Viele nahmen Theil in feinem sechsjahrigen Leiden, welches er mit großer Ruhe ertrug.“

## Werke

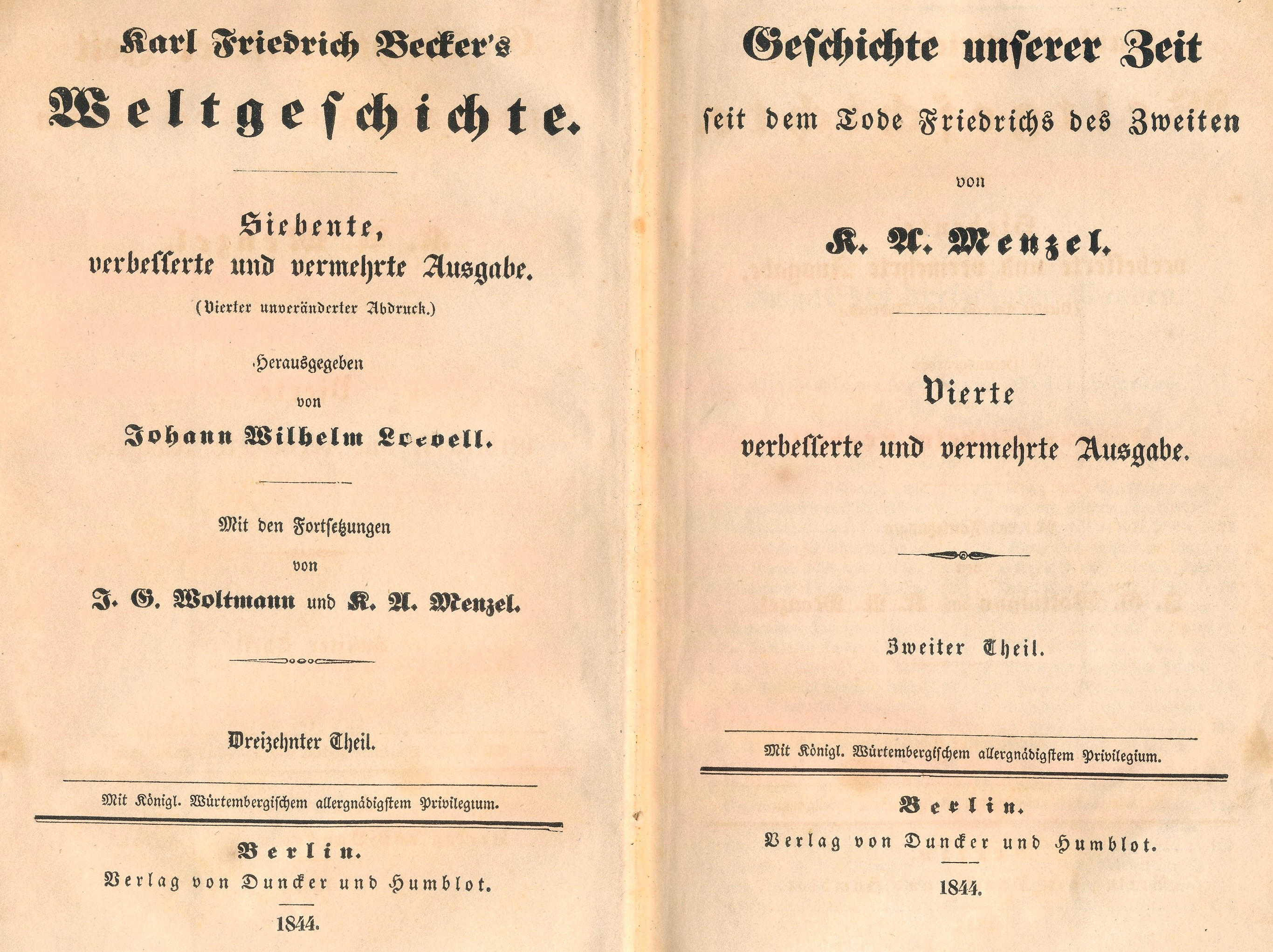
Doppel-Titelseite aus Karl Friedrich Becker’s Weltgeschichte / Geschichte unserer Zeit seit dem Tode Friedrichs des Zweiten, Duncker & Humblot, Berlin 1844

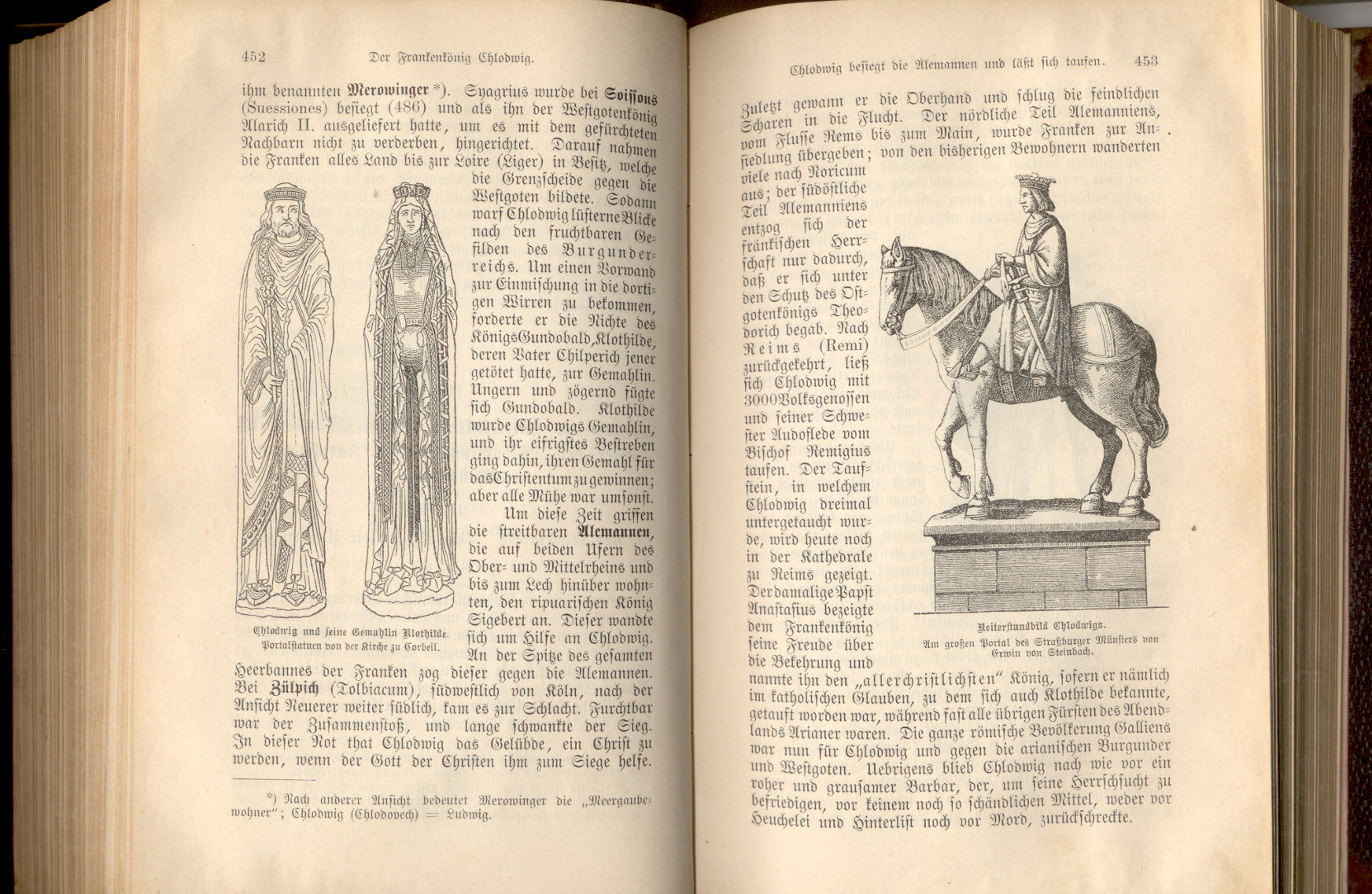
Zwei Seiten aus „K. F. Becker’s Weltgeschichte“ (Ausgabe von 1885)

- Erzählungen aus der Alten Welt für die Jugend. Halle 1801–1803, 3 Bände (Band 1: Odysseus, Band 2: Achilles, Band 3: Kleine Erzählungen); (15., durchgesehene Auflage, Hermann Masius, Buchhandlung des Waisenhauses, Halle 1878 archive.org).
- Die Dichtkunst aus dem Gesichtspunkt des Historikers. Nauck, Berlin 1803.
- Weltgeschichte für Kinder und Kinderlehrer. 9 Bände, welche von Karl Ludwig Woltmann und Karl Adolf Menzel fortgesetzt, später von Johann Wilhelm Löbell, dann von Wilhelm Adolf Schmidt und Karl Eduard Arnd, Berlin 1801–1805, (8. Auflage, daselbst 1874, 22 Bände) und zuletzt von Wilhelm Müller (Stuttgart 1883 ff.) überarbeitet und fortgesetzt wurde, wodurch sie eine größere wissenschaftliche Gediegenheit erhielt, freilich auch den eigentümlichen Reiz der Beckerschen Darstellung ganz einbüßte.
- Odysseus (archive.org im Audioarchiv – Internet Archive – Hörbuchversion, LibriVox).
- Die Freiheit des Willens. An meine Freunde. In: Eunomia. 3. Jahrgang, Band 2. Friedrich Maurer, Berlin August 1803, S. 99–117, 225–227 (uni-bielefeld.de – und Nöthiger Zusatz zu der Abhandlung über die Freiheit des Willens.).